# Dieter Görsdorf
Dieter Görsdorf (* 1937), Deckname Herbert Fährmann, ist ein ehemaliger deutscher Agent der Militärischen Aufklärung der Nationalen Volksarmee der Deutschen Demokratischen Republik (DDR).

## Leben

### Kindheit und Jugend
Görsdorfs Vater fiel im Zweiten Weltkrieg, sodass er mit seinen Schwestern bei seiner Mutter in einem ländlichen Milieu aufwuchs. Im Alter von 14 Jahren wechselte er auf die Internats-Oberschule in Beeskow. Er erwog, Journalist zu werden oder Wirtschaftswissenschaft zu studieren. In der 11. Klasse wurde er jedoch für die bewaffneten Organe der DDR geworben.

### Volksmarine
Im August 1955 wurde er in die Kasernierte Volkspolizei aufgenommen, wo die Musterungs-Kommission eine Verwendung bei der Volkspolizei See entschied, die später in die Volksmarine umgewandelt wurde. Dort wurde er Nachrichtenoffizier. Ab 1956 besuchte er die Offiziershochschule der Volksmarine „Karl Liebknecht“ in Stralsund und wurde im Oktober 1959 zum Unterleutnant ernannt. Wie zu jener Zeit für Offiziere der Nationalen Volksarmee (NVA), dem Nachfolger der Kasernierten Volkspolizei, üblich, musste er ein Jahr als Arbeiter sozialistische Produktionserfahrungen sammeln („chinesisches Modell“). Dazu war er auf der Neptun Werft in Rostock tätig. Anschließend wurde er ab Ende 1960 in Peenemünde zur Küstenbeobachtung eingesetzt und wechselte Ende 1963 als Nachrichtenoffizier in den Stab der Ersten Flottille in Peenemünde.

### Nachrichtendienstliche Werbung und Ausbildung
Zu jener Zeit wurde die Personalgewinnung der Militärischen Aufklärung auf Görsdorf aufmerksam und legten den Vorgang zu einem Kandidaten mit dem Decknamen Vockel an. Sie sprachen ihn unter Legende an, machten aber nur vage Andeutungen über seine geplante Tätigkeit: der Einsatz im westlichen Ausland als Illegaler, in der Militärischen Aufklärung Spezialkader genannt, mit dem Ziel Bundeswehr-Dienststellen in Wilhelmshaven. Görsdorf willigte ein. Eine konspirative Tätigkeit entsprach seinen sozialistischen Überzeugungen. Zudem hatte er kurz vorher einen Vortrag des Funkers von Richard Sorge, Max Christiansen-Clausen, gehört, der ihn beeindruckt hatte. Im November 1965 wurde Görsdorf in die Militärische Aufklärung versetzt, die zu jener Zeit die offizielle Bezeichnung Verwaltung Aufklärung trug. Er erhielt ein konspiratives Quartier in Berlin-Mahlsdorf, seine nachrichtendienstliche Ausbildung fand in einem unter Legende angemieteten Büro in Berlin-Mitte statt. Zu den Inhalten zählten operative Technik, NATO-Streitkräfte in der Bundesrepublik einschließlich Dislozierung, Ausrüstung und taktische Zeichen und das Studium westlicher Medien, um das politische und soziale Geschehen und die dortigen Lebensbedingungen zu lernen. Görsdorf sollte unter der falschen Identität eines Herbert Fährmanns aufklären. Der echte Fährmann hatte die DDR verlassen, in Westeuropa gelebt und war dann nach Kanada ausgewandert.
1966 reiste Görsdorf erstmals operativ in den Westen, um Lebensstationen von Fährmann zu besuchen und Sicherheit im Umgang mit operativen Reise- und Einsatzdokumenten zu erlangen. Er wurde mit seinem zehn Jahre älteren Führungsoffizier/Instrukteur bekannt gemacht. Beide waren sich sympathisch, was für die Militärische Aufklärung Voraussetzung war. Kurz vor seiner Ausreise lernte er auch den in einem Gästehaus der Militärischen Aufklärung deren damaligen Chef Arthur Franke kennen, der jeden Spezialkader mit einem ausführlichen Gespräch persönlich verabschiedete. Zu jener Zeit waren wahrscheinlich etwa ein Dutzend Spezialkader der Militärischen Aufklärung im westlichen Ausland.

### Annäherung an das Aufklärungsobjekt
1967 reiste Görsdorf für fünf Monate nach Kanada, um sich legenden-gerechtes Verhalten anzueignen, denn er sollte später vorgeben, dort mehrere Jahre gelebt zu haben. Dazu traf er auch den echten Fährmann, um körperliche Veränderungen oder unbekannte Gewohnheiten festzustellen, ohne dass dieser von Görsdorfs Auftrag und Absichten wusste.
Görsdorf reiste unter Fährmanns Identität im Dezember 1967 von Kanada nach Bremen, wo er eine kleine Wohnung am Steintor nahm. Er begann ein Beschäftigungsverhältnis bei einem Elektrogerätehersteller und stellte fest, dass der echte Fährmann wesentlich mehr Erfahrungen in diesem Bereich hatte. Er knüpfte Kontakte in konservative politische Kreise, darunter auch zur NPD, die damals in die Bremische Bürgerschaft eingezogen war, verlagerte die Kontakte dann aber mehr zur CDU.

### Am Aufklärungsobjekt
Eineinhalb Jahre später, 1969, zog Görsdorf nach Wilhelmshaven um, dem größten Stützpunkt der Bundesmarine. Nach vier Jahren hatte er sein Hauptaufklärungsobjekt zumindest räumlich erreicht. Im Frühjahr 1969 begann er bei den Olympia-Werken für Büromaschinen in Wilhelmshaven zu arbeiten. Er engagierte sich bei der CDU, dem Ring Christlich-Demokratischer Studenten und der Jungen Union. Bei letzterer wurde er Pressesprecher und pflegte gute Kontakte zur Lokalpresse. So konnte er sich interessanten Objekten und Personen unauffällig nähern. Er besuchte Veranstaltungen der Gesellschaft für Wehrkunde und des Wehrpolitischen Arbeitskreises der CDU. 1971 begann er ein dreijähriges Studium der Elektrotechnik an der Fachhochschule Wilhelmshaven.
Eine Einstellung bei der Bundeswehr selbst war nicht möglich, weil sein Legendenspender Fährmann lebende Verwandte in der DDR hatte. Somit war die Sicherheitsüberprüfung durch den Militärischen Abschirmdienst nicht zu bestehen. Jedoch konnte Görsdorf über seine Kontakte an Übungen und Lehrgängen der Bundeswehr teilnehmen. Als Bootsmann der Reserve besuchte er die Marineortungsschule in Wilhelmshaven und die Gesellschaft für Wehrkunde ermöglichte ihm den Besuch des Zentrums Innere Führung in Koblenz.

### Verhaftung und Prozess
Görsdorf bereitete sich gerade auf die Abschlussprüfungen seines Elektrotechnikstudiums vor, als er am 20. Mai 1974 gegen Mittag von Polizeivollzugsbeamten des Bundeskriminalamtes verhaftet wurde. Wenige Monate zuvor hatte die Militärische Aufklärung bereits das Spezialkader-Ehepaar Hans-Günter und Gisela Wolf in der Schweiz verloren. Görsdorf war man über seine Einschleusungsvariante auf die Spur gekommen. Seine wahre Identität, den Strafverfolgungsbehörden zunächst unbekannt, kam ans Licht, als ein entfernter, in der Bundesrepublik lebender Verwandter Görsdorfs Foto in der Presse erkannte und den Behörden ein Vergleichsfoto in Volksmarine-Uniform vorlegte. Görsdorfs Verwandte und Bekannte in der DDR erfuhren zufällig aus dem Fernsehen, dass er Spion ist und im Westen verhaftet wurde. Sie wähnten ihn auf einer sowjetischen Militärakademie. So war seine Abwesenheit ihnen gegenüber legendiert worden.
Nach fast eineinhalb Jahren Untersuchungshaft begann im September 1975 die Hauptverhandlung vor dem Oberlandesgericht Celle. Die Anklage legte über 200 Beweisstücke vor, darunter Container, Funk- und Chiffriermittel. In neun Monaten soll der Angeklagte mindestens 152 Funksprüche erhalten haben. Sachverständige bescheinigten ihm anhand der Menge an operativer Technik eine Sonderstellung als Leitagent. Görsdorf wurde zu vier Jahren und sechs Monaten Freiheitsstrafe verurteilt. Das Gericht erkannte in ihm einen „gefährlichen Agenten“. Wahrscheinlich konnte man ihm nur einen kleinen Teil seiner Spionagetätigkeit nachweisen.

### Nach der Rückkehr in die DDR
Bereits im Juli 1976 wurde Görsdorf bei einem Agentenaustausch in die DDR überstellt. Dort wurde er mit dem Vaterländischen Verdienstorden in Silber ausgezeichnet. Nach einer Zeit des Eingewöhnens arbeitete er in der Aufklärungsabteilung der Volksmarine und zuletzt bis zu seiner Entlassung mit Ablauf des 30. September 1990 im Bereich Technik und Bewaffnung des Ministeriums für Nationale Verteidigung.

### Nach 1990 und Familie
Görsdorf war Mitglied der Sozialistischen Einheitspartei Deutschlands (SED) und wurde nach der Wiedervereinigung Mitglied der Partei des Demokratischen Sozialismus, später der Partei Die Linke. Dort ist er im Bezirksverband Berlin-Lichtenberg aktiv. Seine Ehefrau Ingeborg Görsdorf ist seit 2001 Mitglied der Bezirksverordnetenversammlung von Berlin-Lichtenberg. Sie war im Kindergarten „Deutsch-Sowjetische Freundschaft“ des Ministeriums für Staatssicherheit in Berlin-Karlshorst tätig. Das Paar hat vier Kinder und sechs Enkelkinder.